# Alfredo Maria Aranda Obviar
Alfredo Maria Aranda Obviar (ur. 29 sierpnia 1889 w Lipie, zm. 1 października 1978 w Tayabas) – filipiński Czcigodny Sługa Boży Kościoła katolickiego, biskup Lucena.

## Życiorys
Alfredo Maria Aranda Obviar urodził się 29 sierpnia 1889 roku bardzo religijnej rodzinie. W bardzo młodym wieku rozpoczął edukację w kolegium jezuickim św. Franciszka Ksawerego w Manili, którą ukończył w 1901 roku. W 1914 roku zdobył dyplom na uniwersytecie Ateneum Manilskiego. Następnie rozpoczął studia na uniwersytecie w Papieskim Seminarium dla teologów. W dniu 15 marca 1919 roku otrzymał święcenia kapłańskie. Po 25 latach posługi w dniu 29 czerwca 1944 roku został wyświęcony biskupa pomocniczego z Lipy. W dniu 22 stycznia 1951 roku został mianowany administratorem apostolskim diecezji Lucena. Założył zgromadzenie Misjonarzy katechetów św. Teresy. Zmarł 1 października 1978 roku mając 89 lat w opinii świętości. W dniu 6 marca 2001 roku rozpoczął się jego proces beatyfikacyjny.